# Genesis I - Elementi
Genesis I - Elementi (opus 19) est une œuvre de musique de chambre composée pour un trio à cordes par Henryk Górecki en 1962. Elle est la première partie du triptyque Genesis écrit entre 1962 et 1963.

## Historique
Cette œuvre pour violon, alto, et violoncelle, fut composée entre le 6 février et le 29 mars 1962, dans le contexte de la musique d'avant-garde polonaise et constitua une espèce de manifeste théorique pour les compositeurs de l'Europe de l'est. Genesis I - Elementi est le premier élément du triptyque Genesis, constitué de Genesis II - Canti strumentali et Genesis III - Monodramma, que Górecki composera durant l'année suivante.
La première mondiale de l'œuvre est donnée le 29 mai 1962 à Cracovie par Henryk Gruszka (violon), Antoni Feliks (alto) et Edward Wiertelosz (violoncelle) dirigés par le compositeur.

## Structure
Genesis I - Elementi est composé d'un mouvement unique constitué de trois parties tonales pour chaque instrument. Son exécution dure environ 12 minutes.

## Discographie sélective
- Quatuor Silésien, chez Olympia, 1994.